# Le Magicien de Lublin
Pour plus de détails, voir Fiche technique et Distribution.
Le Magicien de Lublin (The Magician of Lublin) est un film germano-israélien coécrit et réalisé par Menahem Golan, sorti en 1979.
Le film est tiré du roman éponyme de Isaac Bashevis Singer. La chanson « The Magician » écrit pour le film est interprétée par Kate Bush.

## Synopsis
À Lublin, Yasha Mazur (Alan Arkin) est un prestidigitateur juif, escroc et mystique. Il effectue une tournée européenne pour son spectacle, mais ses problèmes personnels détruisent progressivement sa carrière. Il se trouve presque à chaque fois une petite amie locale, et passe de la jeune Zeftel (Valerie Perrine), à la fougueuse Elżbieta (Shelley Winters).
Wolsky (Lou Jacobi) son impresario, à bout, lui offre une dernière chance d'accéder au succès, à la condition de présenter quelque chose de jamais vu dans une salle à Varsovie.

## Fiche technique
- Titre : Le Magicien de Lublin
- Titre original : The Magician of Lublin
- Réalisation : Menahem Golan
- Photographie : David Gurfinkel
- Musique : Dov Seltzer (en), Maurice Jarre
- Scénario : Menahem Golan, Irving White, d'après le roman éponyme de Isaac Bashevis Singer
- Montage : Dov Hoenig (en)
- Direction artistique : Hans-Jürgen Kiebach
- Costumes : Ingrid Hoffmann
- Pays d'origine : Israël - Allemagne de l'Ouest
- Format : Couleurs
- Genre : Drame
- Durée : 105 minutes
- Date de sortie : 1979
- Affiche : René Ferracci (France)

## Accueil
Le film est un échec au box-office et critique.

## Distribution
| Acteur           | Rôle        |
| ---------------- | ----------- |
| Alan Arkin       | Yasha Mazur |
| Louise Fletcher  | Amelia      |
| Valerie Perrine  | Zeftel      |
| Shelley Winters  | Elżbieta    |
| Lou Jacobi       | Wolsky      |
| Maia Danziger    | Magda       |
| Warren Berlinger | Herman      |